# Allophylus camptostachys
Allophylus camptostachys är en kinesträdsväxtart som beskrevs av Ludwig Radlkofer. Allophylus camptostachys ingår i släktet Allophylus och familjen kinesträdsväxter. Inga underarter finns listade i Catalogue of Life.